# Poliketid
A poliketidek a baktériumok, gombák, növények és állatok másodlagos anyagcseretermékei. A poliketidek általában a malonil-CoA dekarboxilatív kondenzációja során bioszintetizálódnak, hasonlóan a zsírsavak szintéziséhez (Claisen-kondenzáció).
A poliketidek szerkezetileg igen változatos családja a természetes termékeknek, melyek közül számos rendelkezik biológiai aktivitással és farmakológiai hatással. Ezek nagyjából három osztályba sorolhatók: I-es típusú poliketidek (gyakran makrolidek), II-es típusú poliketidek (gyakran aromás molekulák), és III-as típusú poliketidek (gyakran gombafajok által termelt kis aromás molekulák). A poliketidek antibakteriális, gombaellenes, citosztatikus, parazitaellenes és koleszterinszint csökkentő hatással rendelkeznek, serkentik az állatok növekedését, és természetes rovarölők.